# Ecaterina de Medici, Guvernator de Siena
Ecaterina de Medici (2 mai 1593 – 17 aprilie 1629) a fost Ducesă consort de Mantua și Montferrat ca a doua soție a Ducelui Ferdinando de Mantua și Guvernator de Siena din 1627.

## Biografie
A fost a doua fiică și al treilea copil al lui Ferdinando I de Medici, Mare Duce de Toscana și al soției acestuia, Cristina de Lorena. A fost numită după regina Franței, Ecaterina de Medici și s-a născut la Florența la 2 mai 1593.
Ecaterina a fost considerată o potențială mireasă pentru Henric Frederick, Prinț de Wales, moștenitor al tronurilor Angliei, Scoției și Irlandei, însă religia anglicană a fost o barieră insurmontabilă. S-a căsătorit în 1617 cu Ferdinando Gonzaga, Duce de Mantua. Mariajul lor a rămas fără copii. După ce a devenit văduvă în 1626, ea s-a întors la Toscana. Nepotul ei Ferdinando al II-lea de Medici, Mare Duce de Toscana, a numit-o Guvernatoare de Siena în 1627, unde ea a murit de variolă doi ani mai târziu. În ultimii ani ai vieții, Eaterina și-a câștigat o reputație de intensă pietate. Istoricul G.F. Young afirmă că ea semănat izbitor cu fratele ei Cosimo al II-lea și cu sora Claudia.